# Carl Christian Rafn
Carl Christian Rafn (Brahesborg, comtat de Fiònia, Fiònia, 16 de gener de 1795 - 20 d'octubre de 1864) va ser un historiador, traductor i antiquari danès. La seva investigació es va centrar en gran part en la traducció de la literatura antiga i la història antiga del nord d'Europa. També va ser destacat per la seva promoció inicial del reconeixement de les exploracions vikingues d'Amèrica del Nord.

## Biografia
Després d'estudiar a l'escola de la catedral d'Odense (Odense Katedralskole), va ingressar a la Universitat de Copenhagen on va obtenir el títol de llicenciat i es va graduar (1816). Després d'haver estat contractat com a tinent dels dragons lleugers de Fiònia a Odense, el 1820 es va convertir en professor de l'Acadèmia de Cadets de l'Exèrcit de 1820 (Landkadetakademiet) a Copenhague de Llatí i gramàtica.
Rafn estava particularment interessat en descobrir la ubicació de la Vinland mencionada a la saga nòrdica. Amb Finnur Magnússon i Rasmus Rask va fundar la Societat Reial D'Antics Escrits Nòrdics (Det Kongelige nordiske Oldskriftselskab). Va ser membre de l'Institut Arnamagnæan (Den Arnamagnæanske Kommission) que organitzava la Fundació Arnamagnæan (Det Arnamagnæanske Legat), custodis de la col·lecció de manuscrits de l'erudit islandès Árni Magnússon.
Rafn va publicar la major part del seu treball el 1837 a Antiquitates Americanæ. Es considera la primera exposició acadèmica de l'exploració nòrdica precolombina. En el moment de la investigació de Rafn, les sagues nòrdiques sobre Vinland eren considerades per la majoria dels erudits com meres llegendes. Les idees avançades per Rahn van trobar un nou suport des de la dècada de 1960 amb el descobriment de l'assentament viking a L'Anse aux Meadows al nord de Terranova, Canadà.
En 1836, va ser admès com a membre de la Reial Societat Danesa d'Història de la Pàtria (Det kongelige danske Selskab for Fædrelandets Historie). En 1836 també va ser elegit membre de l'American Antiquarian Society. Era membre de nombrosos altres associacions i societats estrangeres i ha rebut el doctorat filosòfic i legal a l'estranger.

## Obres
- 1821-1826 - Nordiske Kæmpehistorier (3 vols.)
- 1824 - Jomsvikingesaga
- 1825-1837 - Fornmanna sögur (12 vols.)
- 1826 - Krákumál
- 1826 - 1827 - Kong Olaf Tryggvesøns Saga (3 vols.)
- 1829-1830 - Fornaldarsögur Norðrlanda (3 vols.)
- 1829-1830 - Nordiske Fortidssagaer (3 vols.)
- 1832 - Færeyínga saga
- 1837 - Antiqvitates Americana
- 1838-1854 - Grønlands historiske Mindesmærker (3 vols.)
- 1850-1858 - Antiquités Russes d'après les monuments historique des anciens et des Islandais Scandinaves (2 vols.)
- 1852 - Saga Játvarðar konúngs Hin Helga (with Jón Sigurðsson)
- 1856 - Antiquités de l'Orient
- 1832-1836 - Nordisk Tidsskrift for Oldkyndighed (3 vols.)
- 1836-1863 - Annaler for nordisk Oldkyndighed (og Historie) (23 vols.)
- 1836-1860 - Mémoires de la société des antiquaires du Nord
- 1843-1863 - Antikvarisk Tidsskrift (7 vols.)

## Altres fonts
- Jespersen, Knud J.V. (1990) Carl Christian Rafn og det Fyenske Militair-Bibliothek (Odenses bibliotekshistorie, Odense Universitetsforlag) ISBN 87-7492-772-8